# Сборная Острова Пасхи по футболу
Национа́льная сбо́рная О́строва Па́схи по футбо́лу — футбольная команда, представляющая Остров Пасхи в международных встречах и контролируемая Ассоциацией любительского футбола Острова Пасхи. Остров Пасхи не является членом ФИФА или какой-либо из континентальных конфедераций и, следовательно, не может участвовать в Чемпионате мира по футболу или других турнирах проводимых под этими эгидами.
На острове нет профессиональных футболистов. Жители острова готовили поле 3 месяца для приезда чилийского клуба «Коло-Коло», выигравшего со счётом 0:4
Сейчас находится в NF-Board.